# Ophiogomphus howei
Ophiogomphus howei – gatunek ważki z rodziny gadziogłówkowatych (Gomphidae). Występuje na terenie Ameryki Północnej.